# Frauenlager der Ninja
Frauenlager der Ninja, im englischen Original Shadow Killers, ist ein Actionfilm von Godfrey Ho aus dem Jahr 1986, der dem Metagenre Trashfilm zugerechnet wird.

## Handlung
Eine Organisation namens "Black Ninjas" entführt junge Frauen, um sie an Bordelle oder Privatleute zu verkaufen. Als Silvia, die Tochter des reichen Geschäftsmannes Jack Bentley, von den Verbrechern entführt wird, engagiert dieser die weibliche Ninja Jenny, seine Tochter zu finden und zu befreien. Jenny lässt sich ebenfalls von den Black Ninjas entführen und gelangt so in deren geheimes Lager, dessen Kommandant Davis ebenfalls ein Ninja ist. Mit Jennys Hilfe kann Silvia zwei Mal aus dem Lager fliehen, wird jedoch beide Male bereits nach kurzer Zeit von den alarmierten Wachen wieder eingefangen. Im dritten Anlauf gelingt den beiden Mädchen die Flucht in einem gekidnappten Helikopter. Nachdem Jenny ihre Belohnung für die Rettung Silvias kassiert hat, taucht plötzlich der auf Rache sinnende Davis auf. In einem langwierigen Endkampf kann Jenny mit Bentleys Hilfe Davis besiegen.

## Entstehungsgeschichte
In den 1980er-Jahren waren Ninjafilme populär. Godfrey Ho erschuf für sein eigenes Filmark-Studio eine große Zahl qualitativ geringwertiger Ninjafilme für den westlichen Markt, indem er weitgehend unbekannte Filme aufkaufte, die in der Regel ohne das Sujet "Ninja" auskamen, diese umschnitt und 20 bis 30 Minuten eigenes Filmmaterial drehen ließ und in den Film-Remix einfügte, so dass sich für den unaufmerksamen Betrachter ein neuer Film ergab. Auf diese Weise erschuf Ho in den 1980er-Jahren über 80 Ninjafilme. Für Frauenlager der Ninja wurde als Rohmaterial der 1976 in Südkorea gedrehte Film Mädchen im Tigerkäfig hergenommen, ein im Zweiten Weltkrieg spielendes Kriegsgefangenendrama um gefangene Chinesinnen in einem japanischen Lager. Bereits der Originalfilm weist, vermutlich aus Kostengründen, zahlreiche Logiklücken auf, so ist beispielsweise der Fluchthubschrauber der Protagonistinnen deutlich jünger als das Setting des Films und darüber hinaus falsch dekoriert. Die Einbindung des Originalmaterials in das neue Drehbuch sorgt für weitere Logiklücken, so erhalten und schreiben die entführten Mädchen z. B. regelmäßig Post, was für das Kriegsgefangenenlager des Originalfilms möglich erscheint, für ein geheimes Lager von Entführern aber eher unwahrscheinlich ist. Weitere Probleme für den Betrachter ergeben sich beim Zusammenschneiden von altem und neuen Filmmaterial, z. B. wenn aus einer solchen Materialmischung ein Dialog entsteht, in dem die beiden sprechenden Personen (eine aus dem Originalfilm, eine aus dem neuen Material) offensichtlich in unterschiedlichen Räumen sitzen.
Die in den Credits des Films vermerkten Schauspieler tauchen in keinen weiteren Filmen auf. Markus Risser geht auf Badmovies.de davon aus, dass sämtliche Schauspielernamen und auch die Namen der beteiligten Mitarbeiter bis auf den von Regisseur Ho Pseudonyme sind.
Die deutsche Fassung des Films wurde im September 1988 indiziert und im August 2013 wieder vom Index gestrichen. Eine deutsche DVD-Version erschien im Mai 2014.

## Rezeption
Filmtipps.at bezeichnete Frauenlager der Ninja als "unterhaltsame Trashgranate" und kritisierte beispielsweise das Spiel der Hauptdarstellerin Bentley als "absolute Negation der Schauspielerei". Badmovies.de bescheinigt der Darstellerin der Silvia eine "recht passable darstellerische Leistung" und bezeichnet die Kampfszenen im neu hinzugedrehten Teil als "halbwegs routiniert choreographiert". Insgesamt bezeichnet das Magazin den Film aber als "echtes Kuriosum" und "Gipfel der bodenlosen Frechheit", was ihn im Sinne des Trashfilm-Genres zu "einem absoluten Lachschlager" mache und "eine der grössten Trashgranaten des Universums" darstelle. Filmflausen.de kam zu einer insgesamt negativen Einschätzung, da das Originalmaterial "von blasser Langeweile zerfressen" und der Anteil an Ninjaszenen deutlich zu gering sei.